# Északnyugati választókerület (Izland)

Elhelyezkedése

Az Északnyugati választókerület (izlandiul Norðvesturkjördæmi, kiejtése: ˈnɔrðˌvɛstʏrˌcʰœrˌtaiːmɪ) Izland hat választókerületének egyike, amely nyolc képviselőt küldhet a parlamentbe. Legnagyobb városa Akranes.
A választókerület a Drangajökull, Eiríksjökull, Snæfellsjökull, Þórisjökull gleccserek térségét, valamint a Hofsjökull és Langjökull környezetének északi részét foglalja magában.

## Területe

### Régiók és önkormányzatok
- Régiók: Északnyugati, Nyugati fjordok és Nyugati régiók
- Önkormányzatok: Akrahreppur, Akranes, Árneshreppur, Blönduós, Bolungarvík, Borgarbyggð, Dalabyggð, Eyja- og Miklaholtshreppur, Grundarfjörður, Helgafellssveit, Húnaþing vestra, Húnavatnshreppur, Hvalfjarðarsveit, Ísafjarðarbær, Kaldrananeshreppur, Reykhólahreppur, Skagabyggð, Skagafjörður, Skagaströnd, Skorradalshreppur, Snæfellsbær, Strandabyggð, Stykkishólmur, Súðavíkurhreppur, Tálknafjarðarhreppur és Vesturbyggð

### Települések
- Akranes
- Ísafjörður
- Sauðárkrókur
- Borgarnes
- Stykkishólmur
- Ólafsvík
- Blönduós
- Bolungarvík
- Grundarfjörður
- Patreksfjörður
- Hvammstangi
- Skagaströnd

## Fordítás
- Ez a szócikk részben vagy egészben  a   Northwest (Icelandic constituency) című angol Wikipédia-szócikk ezen változatának fordításán alapul.  Az eredeti cikk szerkesztőit annak laptörténete sorolja fel. Ez a jelzés csupán a megfogalmazás eredetét és a szerzői jogokat jelzi, nem szolgál a cikkben szereplő információk forrásmegjelöléseként.